# Twisted Metal: Black
Twisted Metal: Black ist ein kampforientiertes Rennspiel, welches von Incognito Entertainment entwickelt und von Sony Computer Entertainment für die PlayStation 2 veröffentlicht wurde. Der Titel stellt den fünften Teil der vor allem in Nordamerika erfolgreichen Twisted-Metal-Reihe dar. Er erschien in Nordamerika am 18. Juni 2001 und ein halbes Jahr später auch in Europa. 2012 wurde das Spiel in einer überarbeiteten Version ebenfalls von Sony für die PlayStation 3 herausgegeben.
Twisted Metal Black wurde von der Fachpresse deutlich besser aufgenommen als die Vorgänger und erhielt eine Metawertung bei GameRankings von 88,52 %.

## Handlung
Die Handlungsbasis ist ähnlich aufgebaut wie die der Vorgänger. Calypso, ein Millionär, veranstaltet einen jährlichen Wettkampf mit dem Titel Twisted Metal. Bei diesem Wettkampf kämpfen mehrere Fahrer mit bewaffneten Fahrzeugen gegeneinander, bis schließlich nur noch einer übrig ist. Dieser wird zum Sieger ernannt und erhält von Calypso die Erfüllung eines beliebigen Wunsches.
Im Unterschied zu den vorherigen Serienteilen stehen die Hintergründe der teilnehmenden Fahrer stärker im Vordergrund und sind daher enger in die Haupthandlung eingebunden.

## Spielprinzip
Twisted Metal: Black vereint wie die Vorgängertitel Elemente von Rennspielen mit denen von Third-Person-Shootern. Der Spieler steuert auf einem abgesperrten Gebiet ein Fahrzeug, welches standardmäßig mit Maschinengewehren bewaffnet ist, die über unendliche Munition verfügen. Auf der Kampffläche tritt er gegen bis zu acht ebenfalls bewaffnete Fahrzeuge an und versucht, diese zu zerstören.
Zu Beginn eines Rennes werden die teilnehmenden Fahrzeuge an zufälligen Startpositionen auf der Karte in gewissem Mindestabstand zueinander platziert. Anschließend erfolgt der Start und die am Rennen teilnehmenden Fahrzeuge dürfen Gebiet frei abfahren und Jagd auf ihre Gegner machen.
Da die Maschinengewehre vergleichsweise geringen Schaden anrichten, sind die Fahrer auf zusätzliche Waffen angewiesen, die auf der Strecke verteilt sind und von jedem Spieler aufgesammelt werden können. Zu den zusätzlichen Waffen zählen u. a. Granaten, Napalm und Raketen. Auf die gleiche Weise verhält es sich mit Reparatur-Kits, die zur Beseitigung von Schäden diesen. Jedes Fahrzeug besitzt eine individuelle Waffe, deren Vorrat sich mit der Zeit automatisch regeneriert.